# Kraguis
Kraguis (románul: Crăguiș) falu Romániában, Erdélyben, Hunyad megyében.

## Fekvése
Hátszegtől északnyugatra fekvő település.

## Története
Kraguis nevét 1462-ben p. Kragulwsi alakban írva említette először oklevél. 1464-ben p. Kargalus, 1494-ben p. Kergovos, 1733-ban Kreguis, 1808-ban Kragvics, 1861-ben Kraguis, 1888-ban Kráguis (Krejnisu), 1913-ban Kraguis módon írták.
1462-ig Hunyadvár tartozéka  volt, majd 1462-ben az itteni kenéz Alsófarkadiniak kapták királyi adományul; részben a Szilvásiaké, valamint az Árka család birtoka volt. 1493-ban az Alsófarkadiniak Kragolyws birtokbeli közös részeiket zálogba adták Domsosi Árki Lászlónak.
A trianoni békeszerződés előtt Hunyad vármegye Hátszegi járásához tartozott.
1909-1919 között 167 görögkatolikus román lakosa volt.

## Források

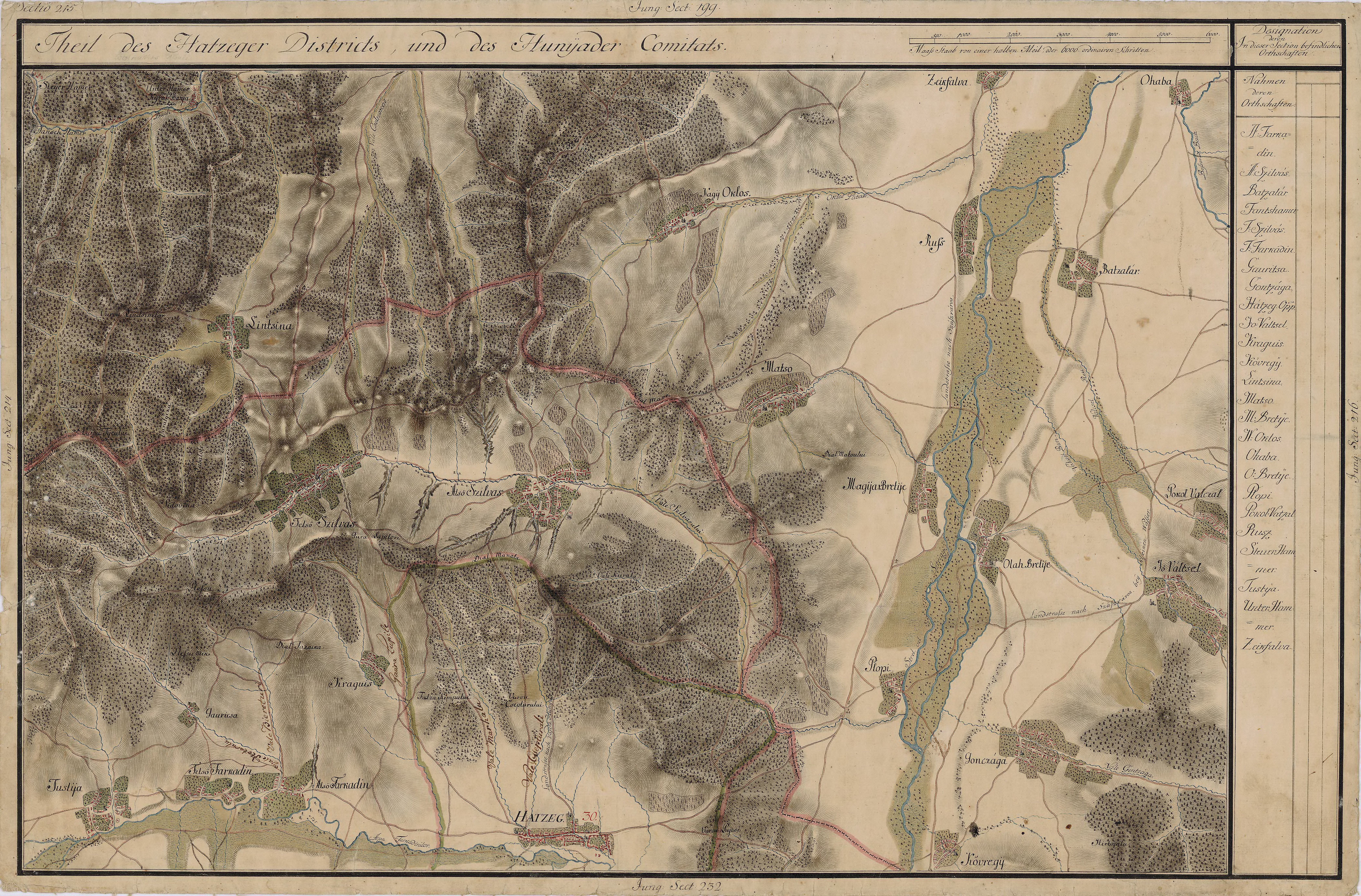
Kraguis egy régi térképen